# Robert Williams (Künstler)

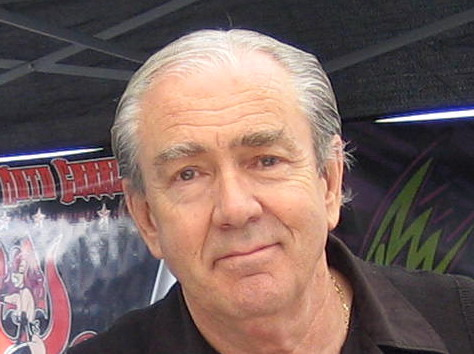
Robert Williams

Robert L. Williams II (* 2. März 1943 in Albuquerque, New Mexico) ist ein US-amerikanischer Maler, Bildhauer und Comiczeichner.
Sein eigenständiger, eklektischer Malstil kombiniert Elemente aus der kalifornischen Hot-Rod-Szene und der US-Popkultur. Williams war wegbereitend für die Kunstgenres Lowbrow und Pop Surrealism. Mit Künstlern wie Robert Crumb und S. Clay Wilson bildete er das Kernteam der Underground-Comiczeitschrift Zap Comix. Seit 1994 ist Williams Herausgeber der Kunstzeitschrift Juxtapoz. Er lebt und arbeitet in Los Angeles, Kalifornien.

## Leben
Robert Williams besuchte Anfang der 1960er Jahre kurzzeitig das California Institute of the Arts in Los Angeles. Mitte der 1960er wurde er Art Director und Illustrator in Ed „Big Daddy“ Roths Hot-Rod-Werkstatt. 1968 stieß er zum Team des Underground-Comicmagazins Zap Comix, in dem er für die Comicserie Coochy Cootie verantwortlich zeichnete.
Seit Ende der 1970er Jahre betätigt sich Williams überwiegend als Maler. Sein bekanntestes Werk dürfte Appetite for Destruction von 1978 sein, welches als Plattencover des gleichnamigen Debütalbums der Rockband Guns n’ Roses diente. In seiner bahnbrechenden ersten Buchveröffentlichung The Lowbrow Art of Robt. Williams prägte er den Terminus Lowbrow und den gleichnamigen Kunststil, der zahlreiche nachfolgende Künstler des Pop Surrealismus inspirierte.
1994 gründete er das „Kulturmagazin der Gegenkultur“ Juxtapoz.

## Ausstellungen
Auszug von Ausstellungen.
- 1988 – Psychedelic Solution, New York, NY (Einzelausstellung)
- 1997 – Malicious Resplendence, Tony Shafrazi Gallery, New York (Einzelausstellung)
- 2000 – Best Intentions, Tony Shafrazi Gallery, New York, NY (Einzelausstellung)
- 2000 – Made in California, Los Angeles County Art Museum, CA
- 2001 – Grand Central Art Center, Santa Ana, Kalifornien (Einzelausstellung)
- 2006 – Two Artists ~ Two Worlds, the Drawings of Ed Ruscha and Robert Williams, Mendenhall Sobieski Gallery, Pasadena, Kalifornien

## Publikationen
- The Lowbrow Art of Robt. Williams (Rip Off Press, 1981)
- Zombie Mystery Paintings by Robt. Williams (Blackthorne Publishing, 1986)
- Visual Addiction: The Art of Robt. Williams (Last Gasp, 1990)
- Views from a Tortured Libido (Last Gasp, 1993)
- Malicious Resplendence (Fantagraphics, 1997)
- Hysteria in Remission (Fantagraphics, 2002)
- Through Prehensile Eyes (Last Gasp, 2005)
- The Hot Rod World of Robt. Williams, by Mike LaVella (Motorbooks, 2006)
- Conceptual Realism: In the Service of the Hypothetical (Fantagraphics, 2009)
- Slang Aesthetics (Baby Tattoo Books, 2015)
- Robert Williams: The Father Of Exponential Imagination (Fantagraphics, 2019)